# Henning Waldenström
Johan Henning Waldenström, född den 14 augusti 1877 i Uppsala, död den 23 januari 1972 i Stockholm, var en svensk ortoped. 
Waldenström var 1936–1942 professor i ortopedi vid Karolinska Institutet och överläkare vid vanföreanstalten i Stockholm. Han var son till Johan Anton Waldenström och far till Jan Waldenström. I sitt andra äktenskap var han från 1927 gift med Eleonore Wijk, dotter till Olof Wijk den yngre och Caroline Wijk, född Dickson, och tidigare gift med Eugène von Rosen.